# Plotosus lineatus

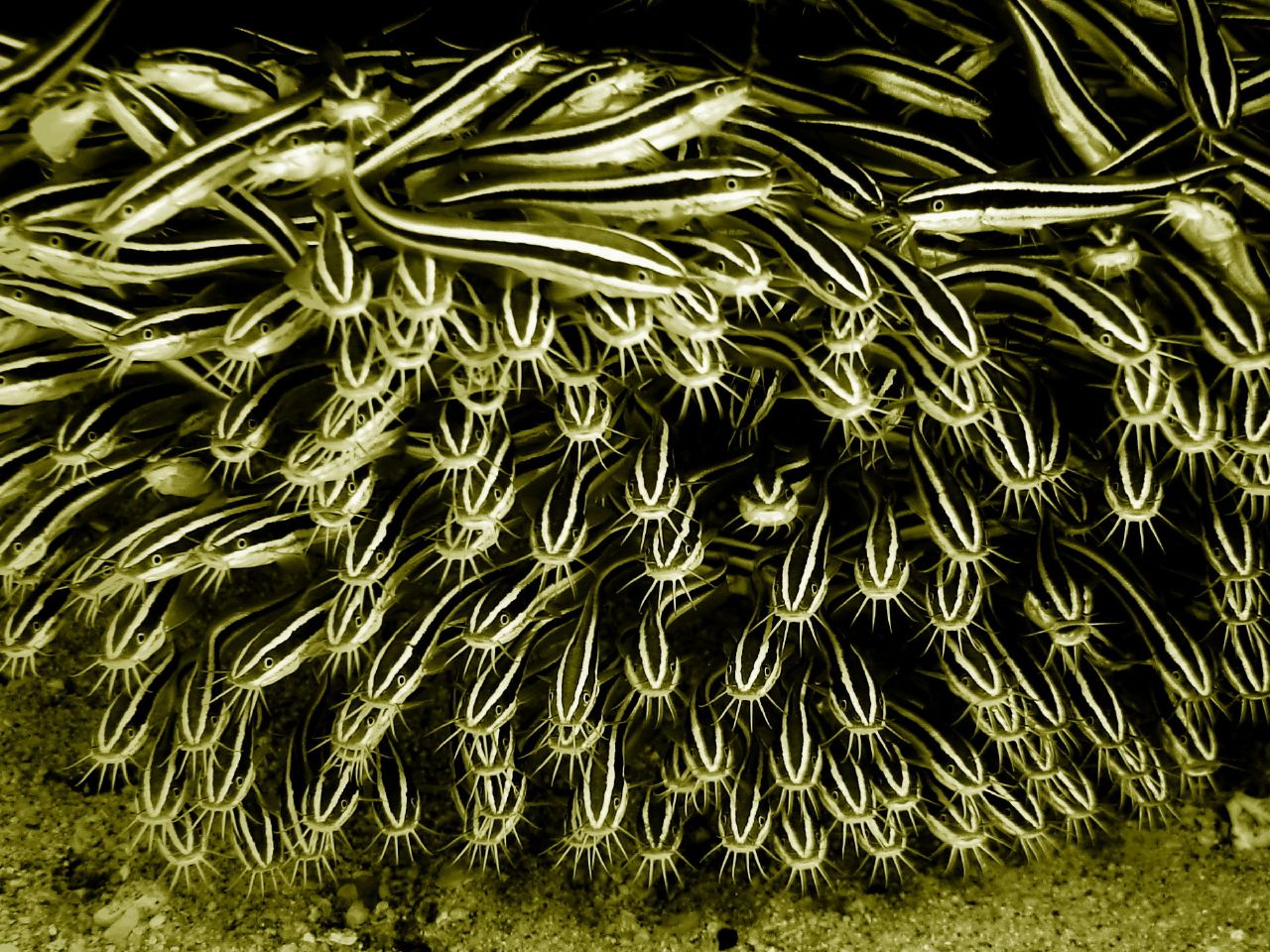
Cardume.

O peixe-gato-enguia-listado (Plotosus lineatus) é um peixe-gato do gênero Plotosus. Os juvenis desta espécie marinha (de todas as espécies marinhas de peixe-gato é a única espécie que que habita recifes de coral) formam cardumes coesos para confundir os predadores e lhes dificultar a tarefa de perseguir um peixe específico. As suas barbatanas peitorais e barbatana dorsal estão equipadas com um veneno que pode causar a morte dos seres humanos.
Os machos podem atingir 32 ou 35 cm de comprimento total.